# Mariana Mota
Mariana Mota (Colonia, 1964) es una jueza de Uruguay. Se desempeñó como magistrada en el Juzgado de Primera Instancia en lo Penal de 7.º Turno de la ciudad de Montevideo, donde investigaba más de 50 denuncias por violaciones a los derechos humanos vinculadas a la última dictadura militar. En 2010 condenó al expresidente y dictador Juan María Bordaberry por delitos de atentado contra la Constitución, desaparición forzada de personas y homicidio político. Fue trasladada a un juzgado civil en el año 2013 por orden de la Suprema Corte de Justicia, lo que ocasionó una polémica en torno a los posibles motivos de dicho traslado, y generó diversas manifestaciones de rechazo por parte de organizaciones defensoras de los derechos humanos. Fue designada para integrar el Directorio de la Institución Nacional de Derechos Humanos el 1 de agosto de 2017, siendo su actual Presidenta.

## Biografía
Mariana Mota nació en Colonia, Uruguay, en 1964. Sus primeros años transcurrieron en Montevideo. Más tarde pasó a vivir en Paysandú junto a sus padres y dos hermanos mayores, donde cursó la escuela y el liceo públicos. A los 18 años volvió a residir en Montevideo, para ingresar a la Facultad de Derecho de la Universidad de la República.
Durante sus años de estudiante de derecho fue activista gremial, pero no militante política. Se considera "humanista".

## Actuación en causas de violaciones de derechos humanos
Como jueza penal participó en causas contra militares y civiles imputados por crímenes cometidos en la dictadura cívico-militar (1973-1984). Tuvo a su cargo más de 50 denuncias con sede en el Juzgado de Primera Instancia en lo Penal de 7.º Turno.

El 9 de febrero de 2010 dicta sentencia condenando al expresidente Juan María Bordaberry por atentado contra la Constitución, desaparición forzada de personas u homicidio político de once ciudadanos uruguayos en calidad de coautor debido a que: 
“La calidad de primer funcionario del Presidente de la República lo sitúa como un funcionario con la jerarquía suficiente como para (…) disponer el esclarecimiento y antes impedir la comisión de los ilícitos de marras”.
La jueza consideró que estos eran crímenes de lesa humanidad, amparándose en lo que dispone el Estatuto de Núremberg en su artículo 6.º. Al apoyar su accionar en el derecho internacional de los derechos humanos, la jueza argumentaba que no era relevante para esta sentencia referencia alguna a la Ley N.º 18.831 conocida como Ley de caducidad.

En cuanto al delito de atentado a la Constitución, la jueza Mota condenó a Bordaberry por encabezar el Golpe de Estado de 1973 al disolver el Parlamento mediante el Decreto 464/973, una decisión que “la Constitución en modo alguno le habilitaba a tomar", según el fallo de Mota. 
"Por el mismo se disolvieron las Cámaras, se suprimió el Parlamento y con ello la función legislativa cercenando de esta manera uno de los pilares básicos del sistema democrático, el más importante, la separación de poderes”.
La condena se basó en el artículo 117 del Código Penal. Este delito, que prescribiría tras 20 años, no pudo ser juzgado antes por la interrupción del funcionamiento normal del Estado de Derecho entre 1973 y 1985, y por razones procesales que obstaculizaron el trámite judicial hasta 2006.
A partir del fallo en el caso de Bordaberry y de la declaración de inconstitucionalidad de la Ley de caducidad, Mota reactiva otras causas que estaban paralizadas en el Juzgado 7.º y esto moviliza más denuncias, llegando a ser este el juzgado penal con mayor cantidad de casos de estas características.
Durante su actuación como jueza penal tuvo una relación difícil con el Ministerio de Defensa, debido a lo que consideraba una insuficiente colaboración con las causas que investigaba. El 27 de setiembre de 2012 concurre al Batallón de Infantería N.º 13 acompañada por testigos, para realizar una inspección ocular en el Servicio de Material y Armamento del Ejército. Durante la visita, se le impide sacar fotos por una supuesta orden del Ministro Eleuterio Fernández Huidobro. Mota declaró que las autoridades ministeriales estaban en desacato; finalmente mediante un oficio logra acceder al lugar para tomar las fotografías.

Por su labor en las causas de violaciones a los derechos humanos en la dictadura se granjeó el apoyo de organizaciones sociales y partidos de izquierda, pero su trabajo también le valió críticas. Mota no niega su compromiso con la búsqueda de la verdad y el restablecimiento de la justicia, aunque se deslinda de cualquier asociación de su accionar con la política partidaria.
"Mi rol era: hay una vulneración de derecho, nunca se investigó, nunca se establecieron responsables y nunca se le dijo a la víctima qué fue lo que pasó. Eso era lo que tenía que hacer y lo hice como pude. Sé que hubo mucha oposición."

## Indagatoria por la desaparición del vuelo de Air Class
La jueza Mota investigó el caso del vuelo de Airclass desaparecido en el Río de la Plata el 6 de junio de 2012, ocurrida a diez metros de profundidad y un kilómetro y medio al Sureste de la isla de Flores.
La búsqueda del avión y su tripulación por parte de las Armada Nacional no arrojó resultados hasta el 20 de julio, cuando fueron hallados restos de la nave con la cooperación del buzo Héctor Bado, especializado en naufragios históricos. Las cajas negras del avión, que fueron encontradas, no contenían las grabaciones de la cabina.
Tras este hallazgo, la jueza remitió un oficio al Ministerio de Defensa para reanudar la búsqueda con la participación de Bado, ya que consideraba que los elementos encontrados no permitían un peritaje completo. Las autoridades de Defensa consideraban que había suficientes elementos para determinar las causas del siniestro. Finalmente, se ordenó retomar la búsqueda en diciembre de 2013, aunque la jueza no obtuvo nuevas informaciones para continuar la indagatoria hasta el momento de ser trasladada a otro juzgado, siendo apartada de esta y otras causas. Tras una nueva búsqueda se hallaron otros restos del avión, pero no aparecieron los cuerpos del piloto y el copiloto desaparecidos. Familiares de los tripulantes continuaron con la causa penal contra la empresa Air Class, que finalmente fue archivada por el Tribunal de Apelaciones de 2.º turno en 2015.

## Traslado
El 13 de febrero de 2013 la Suprema Corte de Justicia (SCJ) le comunica a Mota su decisión de trasladarla a un juzgado civil. Esta comunicación toma a Mota por sorpresa, ya que, según sus palabras, “ni había pedido el traslado ni había cometido ninguna falta”.
Raúl Oxandabarat, vocero de la SCJ, explicó que “el artículo 99 de la ley 15.750 le da a la SCJ la potestad de hacer uso de sus recursos humanos sin brindar explicaciones" y sostuvo que la medida no implicaba un castigo o sanción hacia la jueza porque el traslado de lo penal a lo civil no era equivalente a una degradación de jerarquía. Explicó que la corte tenía abiertas dos investigaciones en curso relacionadas con la jueza y que ninguna de las dos se había expedido. Estas causas eran por sus críticas a la política de derechos humanos de Uruguay en declaraciones al diario argentino Página 12, y por la omisión de un envío de información solicitada por la corte.
La situación cobró notoriedad y la jueza Mota recibió expresiones de apoyo público desde el ámbito nacional e internacional. Diversas personalidades públicas (Mirtha Guianze, Washington Beltrán, entre otros), así como organizaciones sociales y políticas, expresaron consternación y rechazo ante la decisión de apartar a la jueza del juzgado penal en un momento en que estaba investigando varios casos de violación de derechos humanos, además de la caída del avión de Air Class. Baldemar Tarocco, vicepresidente de Crysol, destacó que no era la primera vez que se trasladaba a jueces que se desempeñaban en causas vinculadas a los derechos humanos y al pasado reciente.
El 15 de febrero, día en que se consumó el traslado, tuvo lugar una manifestación pública frente a la sede de la SCJ, y algunos manifestantes fueron procesados por el delito de "asonada", entre ellos los militantes sociales Irma Leites y Álvaro Jaume, y el político Jorge Zabalza.
El traslado de Mariana Mota fue apelado mediante un recurso administrativo frente a la SCJ, argumentando que las explicaciones dadas eran insuficientes y que no se tomaron correctamente las medidas formales establecidas para un traslado. La SCJ respondió que si bien algunas formalidades del trámite no se cumplieron, esto no invalidaba el traslado. Posteriormente, Mota presentó un recurso de nulidad ante el Tribunal de lo Contencioso Administrativo por "desviación de poder" que fue desestimado en una sentencia de 2015.

## Designación al Directorio del Instituto Nacional de Derechos Humanos
Fue propuesta como candidata a integrar el Consejo Directivo del Instituto Nacional de Derechos Humanos por Madres y Familiares de Uruguayos Detenidos Desaparecidos, con el respaldo del PIT-CNT y organizaciones feministas y de defensa de los derechos humanos. El nombre de la jueza fue propuesto por el Frente Amplio en la Asamblea General del Poder Legislativo, donde finalmente fue elegida junto con Wilder Tyler, Mariana Blengio, María Josefina Plá y Juan Faroppa, el 1 de agosto de 2017.